# Hinuma Yorio
Hinuma Yorio (japanisch 日沼 頼夫; geboren 19. Januar 1925 in Hachimori im Norden der Präfektur Akita; gestorben 4. Februar 2015 in Kyōto) war ein japanischer Arzt und Virologe.

## Leben und Wirken
Hinuma Yorio machte 1950 seinen Studienabschluss an der Medizinischen Fakultät der Universität Tōhoku. Nach dem Aufbaustudium wurde er 1954 Mitarbeiter, 1960 Assistenzprofessor, 1968 Professor an der Zahnärztlichen Fakultät an seiner Alma Mater. 1971 wechselte er als Professor zur Medizinischen Fakultät der Universität Kumamoto, die ihn als „Meiyo Kyōju“ verabschiedete. 1980 übernahm er eine Professur am „Institut für Virusforschung“ (ウイルス研究所) der Universität Kyōto, dessen Direktor er später wurde. 1988, nach seinem Ausscheiden aus dem akademischen Dienst, wurde er Direktor des Shionogi Instituts (シオノギ義研究所) und wurde schließlich Direktor der Pharmazeutischen Firma Shionogi.
Hinuma machte die Virusforschung zu seinem Spezialgebiet. Er konnte u. a. nachweisen, dass die Altersleukämie von einem Virus ausgelöst wird. Auch zur HIV-Forschung und zur Retroviren-Forschung leistete er Beiträge.
1984 erhielt Hinuma den Behring- und Kitazato-Preis. 1986 wurde er mit dem Asahi-Preis und als Person mit besonderen kulturellen Verdiensten geehrt. 1989 wurde er mit dem Gedenkpreis (恩賜賞, Onshi-shō) der Akademie der Wissenschaften aus gezeichnet und wurde Mitglied der Akademie. 2009 wurde Hinuma schließlich mit dem Kulturorden ausgezeichnet.